# Cerodontha quatei
Cerodontha quatei este o specie de muște din genul Cerodontha, familia Agromyzidae, descrisă de Mitsuhiro Sasakawa în anul 1996. Conform Catalogue of Life specia Cerodontha quatei nu are subspecii cunoscute.